# Johann Jakob Spiller
Johann Jakob Spiller (* 9. April 1823 in Elgg, Bezirk Winterthur, Kanton Zürich; † 2. Juni 1894 in Winterthur), heimatberechtigt in Elgg und seit 1887 in Winterthur, war ein Schweizer Richter und liberal-konservativer Politiker, der unter anderem von 1879 bis 1893 Regierungsrat sowie zwei Mal (1882/83 und 1888/89) Präsident des Regierungsrates des Kantons Zürich war.

## Leben
Johann Jakob Spiller, Sohn des Hafners Heinrich Spiller und von dessen Ehefrau Barbara Büchi, besuchte die Sekundarschule in Elgg und erhielt Privatunterricht, woraufhin er von 1842 bis 1844 ein Studium der Rechtswissenschaften an der Universität Zürich absolvierte. 1849 wurde er Mitglied des Bezirksgerichts Winterthur und fungierte von 1851 bis 1865 als dessen Präsident. 1850 wurde er als Liberal-Konservativer Mitglied des Grossrates, des damaligen Parlaments des Kantons Zürich, und gehörte diesem bis 1869 an. 1865 wurde er Mitglied des Zürcher Obergerichts und bekleidete zwischen 1867 und 1878 das Amt des Präsidenten dieses Gerichts. Er war zudem zwischen 1866 und 1867 Mitglied des Erziehungsrats.
Bei den Schweizer Parlamentswahlen am 28. Oktober 1866 kandidierte er erstmals im Nationalratswahlkreis Zürich-Ost für einen Sitz im Nationalrat, belegte aber nur den vierten Platz bei drei zu vergebenden Mandaten. Bei den Parlamentswahlen am 27. Oktober 1878 bewarb er sich im  Nationalratswahlkreis Zürich-Ost abermals ohne Erfolg für einen Sitz im Nationalrat, belegte dieses Mal aber nur den fünften Platz bei drei zu vergebenden Mandaten. Als Nachfolger von Albert Weinmann, der infolge des Nationalbahn-Debakels zurückgetreten war, wurde er 1878 Stadtpräsident von Winterthur. Er bekleidete dieses Amt jedoch nur ein Jahr lang bis 1879, woraufhin Rudolf Geilinger neuer Stadtpräsident von Winterthur wurde.
Spiller wurde 1879 stattdessen Regierungsrat und bekleidete dieses Amt bis 1893. Er war als Mitglied der Kantonsregierung von 1879 bis 1884 zunächst Vorsteher der Justiz- und Polizeidirektion, zwischen 1884 und 1888 Vorsteher der Direktion für Sanitäts- und Armenwesen sowie zuletzt von 1888 bis 1893 erneut Vorsteher der Justiz- und Polizeidirektion. Während seiner vierzehnjährigen Mitgliedschaft im Regierungsrat bekleidete er zwei Mal das Amt des Präsidenten des Regierungsrates des Kantons Zürich. Als Nachfolger von Adam Hafter wurde er 1882 erstmals Präsident und bekleidete das Amt bis 1883, woraufhin Walter Hauser ihn ablöste. 1888 übernahm er von Walter Hauser zum zweiten Mal das Amt als Regierungspräsident und verblieb auf diesem Posten bis zu seiner Ablösung durch Heinrich Nägeli 1889. Er fungierte des Weiteren von 1879 bis zu seinem Tode 1894 als Präsident des Aufsichtsrates der Schweizerischen Rentenanstalt und war zwischen 1891 und seinem Tode 1894 zudem Präsident des Verwaltungsrates der Winterthurer Hypothekarbank mit Sitz im Wollenhof (Winterthur).
Johann Jakob Spiller war seit 1849 mit Maria Katharina Sulzer, Tochter des Johann Kaspar Sulzer, verheiratet.

## Hintergrundliteratur
- Stefan G. Schmid: Die Zürcher Kantonsregierung seit 1803. 2003.